# Henri Bachelet
Pour les articles homonymes, voir Bachelet.
Henri Bachelet est une personnalité politique française né le 7 septembre 1852 à Écoust-Saint-Mein (Pas-de-Calais) et mort le 1er octobre 1930 à Vaulx-Vraucourt (Pas-de-Calais)
Agriculteur, à la tête d'une importante propriété, il participe à de nombreuses structures agricoles, et remporte des prix dans de nombreux concours agricoles. Il est conseiller d'arrondissement en 1886 puis conseiller général du canton de Croisilles de 1889 à 1930. Il est interné par les Allemands pendant la première guerre mondiale, pour faits de résistance. Il est sénateur du Pas-de-Calais de 1920 à 1930, inscrit au groupe de l'Union républicaine. Il est le père de Paul Bachelet, lui aussi sénateur du Pas-de-Calais.

## Sources
- « Henri Bachelet », dans le Dictionnaire des parlementaires français (1889-1940), sous la direction de Jean Jolly, PUF, 1960 [détail de l’édition]